# Peter Maurin
Peter Maurin, właśc. Pierre Joseph Orestide Maurin (ur. 9 maja 1877 w Saint-Julien-du-Tournel, zm. 15 maja 1949 w Hrabstwie Orange) – francuski katolicki działacz społeczny, teolog współzałożyciel Catholic Worker Movement, który powstał w 1933 we współpracy z Dorothy Day.
Swoją filozofię Maurin wyrażał za pomocą krótkich utworów wierszowanych, które zyskały miano Easy Essays. Inspirowany twórczością współczesnych mu myślicieli, takich jak G. K. Chesterton i Vincent McNabb, był jednym z czołowych propagatorów ruchu back-to-the-land oraz dystrybucjonizmu katolickiego w Stanach Zjednoczonych. Wpływ na niego wywarł również anarchista Piotr Kropotkin, a choć Maurin prywatnie uznawał siebie za anarchistę, wolał określać się mianem personalisty.

## Biografia
Urodził się jako Pierre Joseph Orestide Maurin w ubogiej rodzinie chłopskiej w wiosce Oultet w regionie Langwedocji na południu Francji. Był jednym z 24 dzieci. Po okresie spędzonym w zgromadzeniu Braci szkolnych, zaangażował się w ruch Sillon prowadzony przez Marca Sangniera, z którego jednak odszedł, rozczarowany jego przejściem od działań personalistycznych do polityki. Przez krótki czas mieszkał w kanadyjskiej prowincji Saskatchewan, próbując prowadzić gospodarstwo rolne, lecz doświadczenia te – śmierć partnera podczas polowania oraz surowe warunki i skrajny indywidualizm mieszkańców – zniechęciły go. W kolejnych latach podróżował po wschodnich Stanach Zjednoczonych, ostatecznie osiedlając się w Nowym Jorku.
Przez dziesięć lat nie praktykował swojej wiary, gdyż – jak sam przyznawał – „nie żył tak, jak powinien żyć katolik”.
W połowie lat 20. XX wieku pracował jako nauczyciel języka francuskiego na przedmieściach Nowego Jorku. W tym okresie przeszedł duchową przemianę, inspirowaną życiem Franciszka z Asyżu. Przestał pobierać wynagrodzenie za lekcje, prosząc uczniów o dobrowolne datki – postawę tę zaczerpnął najpewniej od św. Franciszka, który traktował pracę jako dar dla wspólnoty, a nie środek autopromocji. W tym czasie zaczął także tworzyć poezję, która później została opublikowana jako Easy Essays.

## Dorothy Day i Catholic Worker Movement
Peter Maurin poznał Dorothy Day w grudniu 1932. Dziennikarka wróciła właśnie z Waszyngtonu, gdzie relacjonowała Marsz Głodu dla czasopism „Commonweal” i „America”. 8 grudnia 1932, w święto Niepokalanego Poczęcia, modliła się w Bazylice Niepokalanego Poczęcia w Waszyngtonie o inspirację dla swojej przyszłej pracy. Po powrocie do mieszkania w Nowym Jorku zastała Maurina czekającego na nią w kuchni – przeczytał jej artykuły i, za namową redaktora „Commonweal”, George’a Schustera, postanowił z nią porozmawiać.
Przez kolejne cztery miesiące Maurin przedstawiał Day swoje idee, streszczenia książek i artykułów oraz analizy codziennych wydarzeń z perspektywy własnego systemu intelektualnego. Zaproponował jej, aby – jako dziennikarka – założyła gazetę, która „przekazywałaby najlepsze myśli katolickie zwykłemu człowiekowi, językiem zrozumiałym dla zwykłego człowieka”.
Koncepcje Maurina zainspirowały powstanie tzw. „domów gościnności” dla osób ubogich[22], rozwój wspólnot rolnych związanych z ruchem robotnika katolickiego oraz organizację cyklu „okrągłych stołów dla wyjaśnienia myśli”, które rozpoczęto niedługo po publikacji pierwszego numeru „The Catholic Worker". Czasopismo to uznawane jest za przykład chrześcijańskiego anarchizmu.
Maurin niekiedy wyrażał niezadowolenie z kierunku, w jakim zmierzało pismo, zarzucając mu niewystarczającą radykalność oraz nadmierne skupienie na działalności politycznej i związkowej. Wkrótce po wydaniu pierwszego numeru, w maju 1933, udał się do obozu młodzieżowego w Mt. Tremper, gdzie pracował w zamian za zakwaterowanie. Uważał, że czasopismo powinno silniej akcentować ideę życia we wspólnotach wiejskich, często powtarzając: „na wsi nie ma bezrobocia”.
Zamieszkał w Easton w stanie Pensylwania, gdzie pracował w pierwszej wiejskiej wspólnocie Catholic Worker, nazwanej Maryfarm. Uczestniczył również w protestach organizowanych przez ruch przed konsulatami Meksyku i Niemiec w latach 30.
Prowadził liczne podróże, wygłaszając wykłady w parafiach, na uczelniach oraz podczas spotkań w całych Stanach Zjednoczonych – często równolegle do prelekcji Dorothy Day. Występował zarówno przed studentami Uniwersytetu Harvarda, jak i członkami lokalnych parafii, Rycerzy Kolumba oraz przedstawicielami duchowieństwa.

## Ostatnie lata
W 1944 Maurin zaczął tracić pamięć. Jego stan stopniowo ulegał deterioracji, aż do śmierci 15 maja 1949 w Maryfarm – wspólnocie Catholic Worker położonej w pobliżu Newburgh, w stanie Nowy Jork. Zmarł w dzień wspomnienia liturgicznego św. Dymfny, patronki osób zmagających się z problemami psychicznymi, a także w rocznicę św. Jan Chrzciciel de la Salle oraz ogłoszenia encyklik Rerum novarum i Quadragesimo anno. Zbieg tych dat został przez wielu uznany za symboliczny i znaczący.
Podczas czuwania pogrzebowego uczestnicy w sposób dyskretny dotykali jego dłoni różańcami – gest interpretowany jako wyraz przekonania o jego świętości. Po śmierci Maurina farma Catholic Worker na Staten Island została nazwana jego imieniem; obecnie funkcjonuje jako Peter Maurin Farm w Marlboro, w stanie Nowy Jork.

## System intelektualny
Wizja Petera Maurina dotycząca przekształcenia porządku społecznego opierała się na trzech zasadniczych filarach: 
1. Zakładaniu miejskich domów gościnności dla osób ubogich,
2. tworzeniu wiejskich wspólnot rolniczych promujących powrót do życia agrarnego,
3. organizowaniu okrągłych stołów w ośrodkach społecznych w celu pogłębiania refleksji intelektualnej i inicjowania działań społecznych[10].

Maurin postrzegał swoje podejście jako zbliżone do metody irlandzkich mnichów, którzy w średniowieczu prowadzili ewangelizację Europy.